# Bandeira da Coreia do Norte
A bandeira da República Popular Democrática da Coreia (também conhecida como Ramhongsaek Konghwagukgi; em coreano: 람홍색공화국기; literalmente "bandeira azul e vermelha da república") consiste de um painel central vermelho que contrasta, no topo e em baixo, com uma fina faixa branca e uma faixa azul mais ampla. O painel vermelho central da bandeira inclui no lado mais próximo da haste uma estrela vermelha de cinco pontas inserida num círculo branco. A bandeira foi introduzida em 10 de julho de 1948, dois meses antes da proclamação da República Popular Democrática da Coreia e foi oficializada mais tarde, em 8 de setembro de 1948.
A estrela vermelha simboliza as gloriosas tradições revolucionárias herdadas pela República. O painel vermelho simboliza o nobre espírito patriótico dos precursores revolucionários e do espírito combativo do povo coreano. As estreitas faixas brancas representam a homogeneidade da nação coreana, a sua longa história e a sua cultura resplandecente. As faixas azuis simbolizam o desejo de lutar até à vitória pela independência, pela paz e pela união com os povos progressistas do mundo.
A bandeira da Coreia do Norte é proibida para uso público na Coreia do Sul devido à sua associação com o regime governante, embora existam algumas exceções para seu uso.

## Simbolismo
A bandeira nacional norte-coreana é oficialmente definida no artigo 170 do Capítulo VII da constituição norte-coreana:
"A bandeira nacional da República Democrática Popular da Coreia consiste em um painel central vermelho, delimitado tanto acima quanto abaixo por uma estreita faixa branca e uma larga faixa azul. O painel central vermelho tem uma estrela vermelha de cinco pontas dentro de um círculo branco perto do mastro.

A bandeira em sua forma vertical

A proporção entre a largura e o comprimento é de 1:2."
O elemento proeminente nas bandeiras da Coreia do Norte é uma estrela vermelha, que é um símbolo universal do comunismo e do socialismo, embora desde a adoção da bandeira, a aplicação da filosofia de natureza marxista-leninista do Juche tenha substituído a autoridade comunista como a ideologia guia do estado, e referências ao comunismo tenham sido sistematicamente removidas da constituição do país e de outros documentos legais. De todo modo, a constituição segue afirmando-se de natureza socialista. Apesar das muitas mudanças na constituição, a descrição da bandeira tem permanecido a mesma.
A página da associação pró-Coreia do Norte "Korean Friendship Association" indica que, pelo contrário, a estrela vermelha representa as tradições revolucionárias e o painel vermelho é um indicativo do patriotismo e determinação do povo coreanos. As faixas brancas simbolizam a unidade da nação coreana e sua cultura. As faixas azuis representam o desejo de lutar pela independência, paz, amizade e unidade internacional.
De acordo com um texto oficial norte-coreana publicada no Rodong Sinmun, Kim Il-sung deu o seguinte significado aos elementos da bandeira:

A cor vermelha da bandeira simboliza o fervor anti-japonês, o sangue vermelho derramado pelos patriotas coreanos e o poder invencível de nosso povo firmemente unidos para apoiar a República. A cor branca simboliza a linhagem única, terra única, linguagem única, cultura única de nosso país mono-étnico, que viveu em pureza. E o azul representa o rosto galante de nosso povo, simbolizando o espírito do povo coreano lutando pela paz e pelo progresso mundial.
É possível que o designer original da bandeira tivesse um design vertical em mente.  Na bandeira içada verticalmente, as listras azuis simbolizavam o Mar Ocidental da Coreia (Mar Amarelo) e o Mar Leste da Coreia (Mar do Japão) ao redor da Península da Coreia vermelha que é iluminada pela estrela comunista.
As cores da bandeira norte-coreana – vermelho, branco e azul  – são consideradas cores nacionais e simbolizam respectivamente: tradições revolucionárias, pureza, força e dignidade; e soberania, paz e amizade.

#### Esquema de cores
O esquema de cores aproximado é o seguinte:
|             | Azul       | Vermelho  | Branco      |
| ----------- | ---------- | --------- | ----------- |
| RGB         | 2/79/162   | 237/28/39 | 255/255/255 |
| Hexadecimal | #024fa2ff  | #ed1c27ff | #FFFFFF     |
| CMYK        | 99/51/0/36 | 0/88/84/7 | 0/0/0/0     |

### Tratamento

Especificações da bandeira da Coreia do Norte

De acordo com o especialista em Coreia e pesquisador Brian Reynolds Myers, na Coreia do Norte, a bandeira do Partido dos Trabalhadores da Coreia e do Comandante Supremo das Forças Armadas da Coreia são tratadas com mais reverência do que a bandeira nacional da Coreia do Norte, com a bandeira do Comandante Supremo sendo a mais elevada entre as três em termos de reverência.

## História

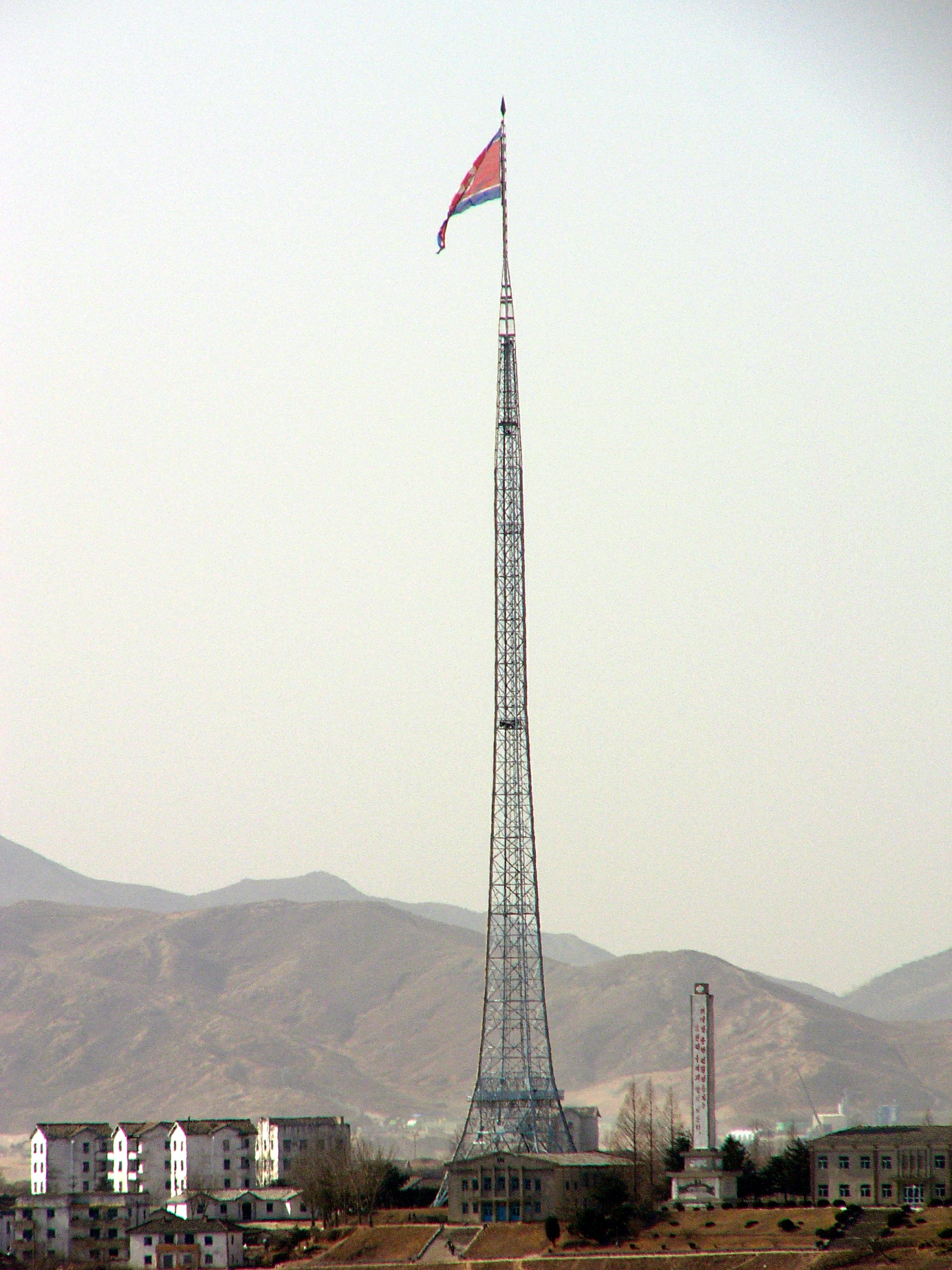
O quarto mastro de bandeira mais alto do mundo - a 160 m - ostentando uma bandeira de 270 quilos da Coreia do Norte sobre Kijŏng-dong ("Vila da Paz") perto de Panmunjom, na zona desmilitarizada coreana

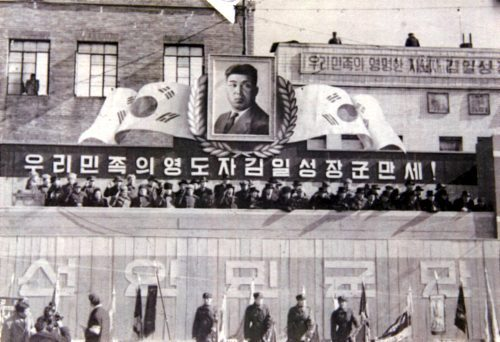
Um retrato de Kim Il-sung com a bandeira Taegukgi em 1948. A bandeira também foi usada no norte antes da divisão.

### Contexto
No final do século XIX e início do século XX, a Península Coreana era governada por uma monarquia conhecida como o Império Coreano. Durante esse tempo, a monarquia coreana usava um bandeira hoje conhecida como Taegukgi como sendo sua bandeira nacional. Ela possuía um símbolo de yin-yang cercado por quatro trigramas. A bandeira Taegukgi permaneceu como o símbolo da Coreia após o Império do Japão ocupar e anexar a península coreana em 1910.
Em 1945, a Segunda Guerra Mundial chegou ao fim com a vitória dos Aliados e a derrota do Japão. Com os termos estabelecidos pelos Aliados, o Japão renunciou seu controle sobre a Península Coreana, com a União Soviética ocupando o lado norte da Coreia e o EUA ocupando o lado sul da península. A parte norte da Península Coreana passou a ser uma república socialista apoiada pela União Soviética após a restauração da independência da Coreia em 1945, e a bandeira Taegukgi passou a ser readotada lá.

### Início
Em 1947, os soviéticos se comunicaram através do major-general Nikolai Georgievich Lebedev [ru] para discutir se a bandeira Taegukgi deveria ser mantida na recém-fundada Coreia do Norte. O vice-presidente do Comitê Popular Provisório da Coreia do Norte, Kim Tu-bong, era a favor da manutenção da Taegukgi. No entanto, para Lebedev, o conceito da filosofia chinesa, no qual o design da Taegukgi se baseava, parecia uma bandeira supersticiosa medieval, então ele quis mudar para uma nova bandeira. Kim cedeu finalmente. Antes da adoção formal da nova bandeira, a Taegukgi permanecia em uso oficial.
O design da bandeira foi divulgado, juntamente com um projeto de constituição, em 1 de maio de 1948. O desenho da bandeira foi esboçado pela primeira vez pelo pintor Kim Chu-gyŏng em maio de 1947, que serviu como diretor da Academia de Belas Artes de Pyongyang (atual Universidade de Belas Artes de Pyongyang) na época. O projeto inicial apresentava um disco branco no meio, em fevereiro de 1948 Kim Il Sung sugeriu mover o disco branco para o guincho, e adicionar uma estrela vermelha de cinco pontas nele, a proporção também foi alterada de 2:3 para 1:2. Em 10 de julho de 1948, a nova bandeira foi aprovada pela Assembleia Popular provisória da Coreia do Norte. No mês seguinte, Kim, que anteriormente apoiava o design tradicional, escreveu um texto fundamentado sobre O Estabelecimento da Nova Bandeira Nacional e a Abolição da Taegukgi. Neste texto, ele explicou a decisão de adotar uma nova bandeira contra a vontade daqueles que favoreciam a antiga. Em termos de textos oficiais norte-coreanos, o relato de Kim é inequivocamente franco ao reconhecer a opinião pública dissidente. Em 1957, Kim Tu-bong foi expurgado por Kim Il-sung, que naquele tempo havia erguido um culto à personalidade. Qualquer menção do uso da Taegukgi foi removida de textos e foi retirada de fotografias por ordem de Kim Il-sung, que procurava monopolizar a história norte-coreana para servi-lo e servir a seu regime. As contas oficiais contemporâneas da Coreia do Norte atualmente afirmam que a nova e atual bandeira da Coreia do Norte foi projetada pessoalmente por Kim Il-sung.

### Uso em propaganda
Uma bandeira nacional norte-coreana de 270 quilos está localizada um grande mastro alto, localizado em Kijŏng-dong, uma suposta vila desabitada, no lado norte-coreano da Linha de Demarcação Militar na Zona Desmilitarizada da Coreia. O mastro da bandeira tem 160 metros de altura. Nos anos 1980, o governo sul-coreano construiu um mastro de 98,4 metros de altura com uma bandeira  da Coreia do Sul de 130 quilos em Daeseong-dong. O governo norte-coreano respondeu construindo este mastro ainda mais alto.

## Bandeiras históricas e outras
Existem várias outras bandeiras conhecidas que foram usadas no regime norte-coreano. Existem as bandeiras do Exército Popular da Coreia e suas duas subdivisões, a Força Aérea Popular da Coreia e a Marinha Popular da Coreia, que seguem um design comum, mas com cores diferentes (azul e branco para a marinha norte-coreana e azul-escuro e azul-claro para a força aérea norte-coreana). Há também a bandeira do Partido dos Trabalhadores da Coreia, inspirada em bandeiras semelhantes de partidos comunistas, e uma bandeira para o Comandante Supremo das Forças Armadas, usada por Kim Jong-un, que tem o brasão do Comandante Supremo em um campo vermelho.

Estandarte real da Dinastia Joseon (1882-1907)[22]
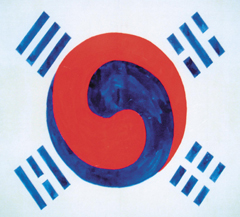
Taegukgi por Park Yeong-hyo (setembro de 1882)
Taegukgi (novembro de 1882)
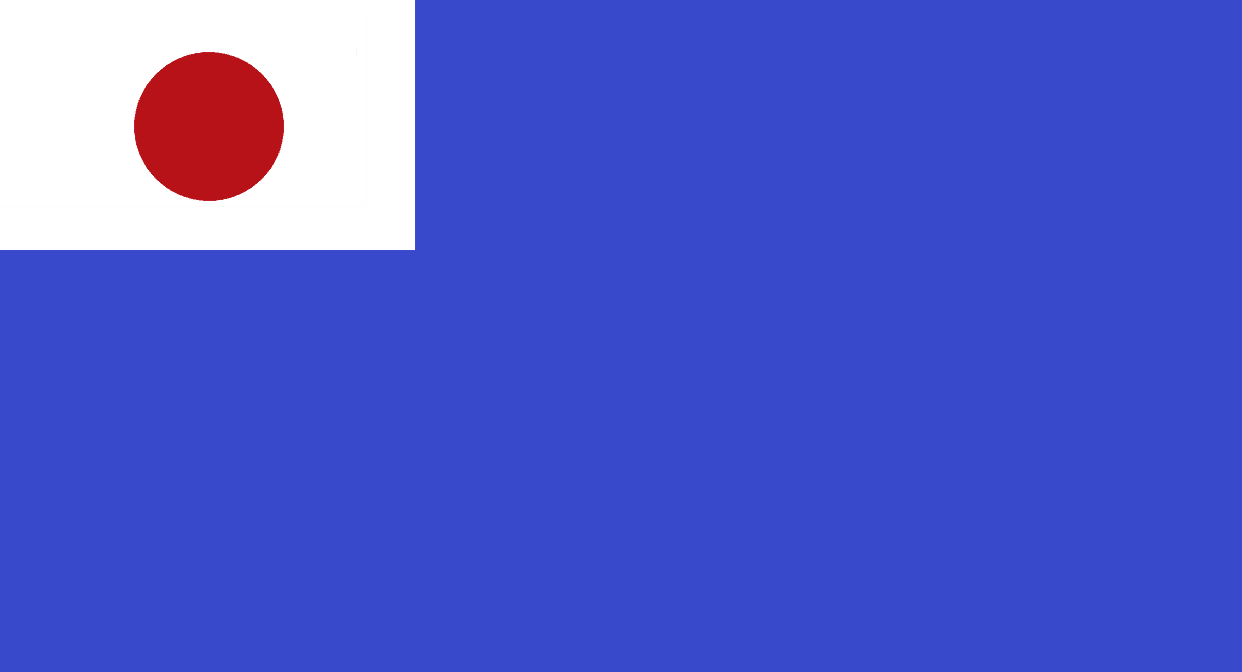
Bandeira Usada Durante a Invasão Da Coreia Em (1905-1910).
Taegukgi (1893)
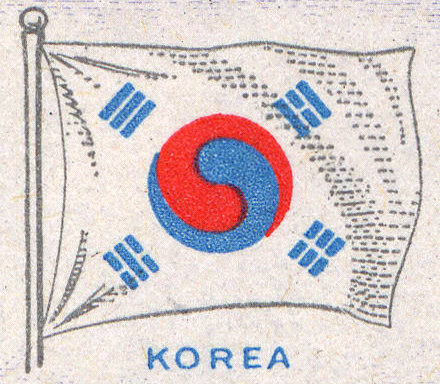
Versão mais antiga da Taegukgi em um selo postal dos EUA (1944)
A bandeira da União Soviética, usada no norte da Coreia durante a ocupação soviética no norte da península, de outubro de 1945 a setembro de 1948
A bandeira do Comitê Popular Provisório da Coreia do Norte (fevereiro 1946 — julho de 1948)
Bandeira da Coreia do Norte de 1948 a 1992
A bandeira do Partido dos Trabalhadores da Coreia
A maneira correta de exibir verticalmente a bandeira do Partido dos Trabalhadores da Coreia
O estandarte pessoal do Comandante Supremo das Forças Armadas da República Popular Democrática da Coreia
A bandeira do Exército Popular da Coreia (1992 — 1993)
A bandeira das Forças Terrestres da Coreia do Norte
A bandeira da Marinha da Coreia do Norte
A bandeira dos guardas norte-coreanos
A bandeira naval norte-coreana
A bandeira da Força Aérea da Coreia do Norte
A bandeira da unificação da Coreia do Norte e do Sul